# George Moon
George Moon (19 de marzo de 1909-17 de diciembre de 1981) fue un actor teatral, cinematográfico y televisivo inglés.

## Biografía
Nacido en Londres, Inglaterra, se hizo conocido en la década de 1950 por su papel de Ginger Smart en la serie televisiva Shadow Squad y su secuela, Skyport.
Sin embargo, su personaje televisivo más relevante fue el de Tipping en la serie Lord Tramp (1977), en la que actuó junto a Hugh Lloyd y Joan Sims.
George Moon falleció en Londres en 1981, a los 72 años de edad. Fue padre de la actriz Georgina Moon.

## Filmografía (selección)
- 1931 : Diggers
- 1931 : A Co-respondent's Course
- 1933 : Diggers in Blighty
- 1938 : Lightning Conductor
- 1939 : Me and My Pal
- 1944 : Time Flies
- 1945 : What Do We Do Now? (con Leslie Fuller)
- 1955 : An Alligator Named Daisy
- 1956 : It's a Wonderful World
- 1957 : Carry on Admiral
- 1958 : Davy
- 1962 : A Guy Called Caesar
- 1962 : The Boys
- 1963 : A Matter of Choice
- 1963 : Breath of Life
- 1965 : Die, Monster, Die!
- 1965 : Promise Her Anything
- 1967 : Half a Sixpence
- 1969 : Carry On Camping
- 1974 : Carry On Dick
- 1975 : Eskimo Nell
- 1979 : Yesterday's Hero